# André Villas-Boas
André Villas-Boas (Porto, 1977. október 17. –) portugál labdarúgóedző, az FC Porto elnöke.

## Életútja

### Kezdetek
Nem volt számottevő labdarúgó karrierje, de korán megmutatkozott edzői tehetsége: 16 évesen egy társasházban lakott a Porto akkori trénerével, Sir Bobby Robsonnal, akinek írt egy levelet, miszerint Robsonnak többet kellene játszatnia Domingos Pacienciát, a Porto egyik akkori játékosát. Robson felismerte Villas-Boas tehetségét, és beajánlotta trénernek a Porto ificsapatához. 17 évesen UEFA C típusú edzői diplomát szerzett Skóciában, és ekkor már anyanyelvi szinten beszélt angolul is. 21 évesen a Brit Virgin-szigetek válogatottjának lett a szövetségi kapitánya. 2002-ben egy másik, Sir Bobby Robson által felfedezett edzőtehetség, José Mourinho segítője lett a Portónál, majd követte a "Speciel One"-t a Chelseahez (Angliában csak André Villasnak nevezték) és egy szezon erejéig az Internazionale csapatához is. Ezekkel a klubokkal, bár csak Mourinho árnyékában, de rengeteg trófeát nyert: 2 portugál bajnoki cím (2002-03; 2003-04), egy portugál kupagyőzelem (2003), egy portugál szuperkupa-győzelem (2003), 2 angol bajnoki cím (2004-05; 2005-06), 2 Carling Kupa siker (2005; 2007), 1 FA-kupa győzelem (2007), egy Community Shield (=angol szuperkupa) győzelem (2005) és egy olasz bajnoki cím (2008-09). A két portugál zseni útja Mourinho első olasz idénye után elvált.

### A triplázás
Első klubcsapata az Académica de Coimbra lett 2009 októberében. Nem volt éppen jó helyzetben a portugál kiscsapat, ugyanis a tabellán a 16., vagyis az utolsó helyen álltak az élvonalban győzelem nélkül. Villas-Boas érkeztével egészen megváltozott a csapat mentalitása és eredményessége: a szezon végén a 11. helyen zártak, ráadásul az elődöntőig vezette a csapatát a ligakupában. Teljesítményére felfigyelt az FC Porto, mely a csalódást keltő eredmények miatt (meglepetésre csak harmadikak lettek, így nem jutottak be a Bajnokok Ligájába) menesztette Jesualdo Ferreirát. A következő, 2010–11-es szezonban máris kifizetődött a fiatal, tapasztalatlan edzővel járó kockázat: Villas-Boas 27 győzelem mellett mindössze 3 döntetlent elérve, vereséget sem szenvedve lett bajnok a csapatával, és az így megszerzett 84 ponttal a legtöbb pontot szerezte a portugál bajnokság történetében (a Benfica az 1972–73-as szezonban 28-2-0-s mérleggel rendelkezett, de akkor még csak 2 pontot adtak a győzelemért, így akkor 58 pontot szerzett). A Porto-drukkereknek külön örömet okozott a csapat azzal, hogy az ősi rivális Benfica elleni idegenbeli mérkőzésen biztosították be a bajnoki címet. A 33 éves edző látványos játékstílusával győzelemre vezette csapatát a portugál kupában és az Európa Ligában is. A nemzetközi kupaszereplésen ráadásul nagy visszhangot keltő sikereket értek el: a negyeddöntő mindkét meccsén 5 gólt rúgtak a Szpartak Moszkvának (10-3-as összesítéssel ütötték ki őket), majd 5-1-re győzték le hazai pályán a torna egyik esélyesének számító spanyol Villarrealt is, amely ellen 7-4-es összesítéssel jutottak a döntőbe. A dublini döntőben egy portugál csapat, a Braga lett az ellenfél, amelynek az edzője épp az a Domingos Paciencia volt, aki egykor Villas-Boast Bobby Robson figyelmébe ajánlotta. A mérkőzésen a Porto győzött 1–0-ra Radamel Falcao góljával, de a portói csapatnak a gólon kívül nem volt kaput találó lövése! Viszont az edző (az EL döntőjét kivéve) látványos stílusa hatékonysággal párosult: a Porto 57 tétmeccséből 48-at megnyert és csak kettőt vesztett el (egyet a ligakupában, egyet a portugál kupában). Villas-Boas zsinórban 36 tétmeccsén maradt veretlen a Portóval, megdöntve José Mourinho korábbi 33 meccses rekordját. Ez után a hihetetlenül sikeres szezon után Villas-Boas rendkívül keresett edzővé vált, és szinte mindenki az ekkor már a Real Madridot irányító José Mourinhóhoz hasonlította.

### Chelsea
Végül a Chelsea fizette ki a 15 millió eurós kivásárlási árat a Portónak, majd 2011. június 22-én hivatalosan is bejelentették, hogy André Villas-Boas 3 évre aláírt a klubhoz. Tétmeccsen augusztus 14-én, a Stoke City elleni bajnokin ülhetett először új klubja kispadján. A meccs csalódást keltő 0-0-s eredménnyel zárult. A következő fordulóban megszerezte első győzelmét, amit további 4 követett, köztük egy már a Bajnokok Ligájában. Ezután szezonbeli első vereségét szenvedte el a csapat a Manchester United elleni 1-3 alkalmával. A következő rangadón otthon fogadták az Arsenalt és végül 5-3-ra kikaptak, a legközelebbi hazai bajnokin, a Liverpool ellen is alulmaradtak. Bő egy héttel később a Ligakupában is jobbnak bizonyult a Liverpool, és kiejtette a Chelsea-t.
A BL-ben az utolsó fordulóban sikerült kiharcolni a továbbjutást. A nyolcaddöntőben a Napolit kapta csapata. A Chelsea nagyon rossz formában várta a meccset, 2011 utolsó négy bajnoki meccséből egyszer sem tudtak győzni, az újév első 3 meccsét ugyan megnyerték, de továbbra sem volt meggyőző a játékuk. Február 4-én nagy lökést adhatott volna egy MU elleni győzelem, de 3-0-s hátrányból döntetlenre mentette a meccset a United. Egy héttel később az Evertontól elszenvedett 2-0-s vereséget Villas-Boas a szezon legrosszabb meccsének nevezte. A másodosztályú Bimringham City elleni FA-kupa meccs jó lehetőség lett volna a javításra, de végül 1-1-gyel zárult a találkozó. Február 21-én aztán elérkezett a Napoli elleni meccs, és bár Mata révén a Chelsea szerezte meg a vezetést, végül sima, 3-1-es vereség lett a vége. A meccs után Villas-Boas elismerte, reális esélye van, hogy kirúgják. Félelme végül bő egy héttel később igazolódott be, a West Bromwich elleni vereség másnapján a klub hivatalos honlapján közölte, hogy felbontották a szerződését.

### Tottenham Hotpsur
Ezután a szintén angol Tottenham edzője lett, Harry Redknapp-et váltotta a kispadon. A 2013-as idényt gyengén kezdte a csapat a bajnokságban, bár az Európa Liga csoportköréből 100%-os teljesítménnyel jutott tovább. Azonban a bajnokság következő mérkőzésein sem sikerült jó eredményeket elérni. Villas-Boas állása veszélybe került. A Liverpool elleni, hazai 5-0-s vereség után menesztették. Utóda az addigi segédedzője, Tim Sherwood lett.

### Zenit St Petersburgh
2014 március 18-án írt alá az orosz Zenit-hez, két évre. 2014 áprilisában aztán rekordot is döntött. Ő lett az első edző az orosz Premier liga történetében, aki egymást követő hat meccsen is nyerni tudott. A szezon végén azonban nem sikerült a bajnoki aranyat megszereznie, mert a CSKA Moszkva egy ponttal megelőzte őket.
A következő szezonban Boas Zenit-je tarolt a bajnokságban. A szezon bajnokok lettek, ráadásul az előző szezonban bajnokságot nyerő CSKA-ra 7 pontot vertek rá. Boas 2015 szeptember 10-én bejelentette, hogy a 2015/16-os szezon végén elhagyja a Zenit-et, mert szeretne hazatérni Portugáliába a családja miatt.

## Motorsport
2017. november 29-én bejelentette, hogy elindul a 2018-as Dakar-ralin egy Toyota Hiluxszal, navigátora pedig a Dakaron korábban motorral versenyző Ruben Faria lesz. A negyedik szakaszon San Juan de Marcona közelében szenvedett balesetet a negyedik szakaszon, ezért fel kellett adni a viadalt. A balesetet követően mentőhelikopter szállította kórházba.

## Edzői statisztika
2020. március 6-án lett frissítve.
| Csapat                 | Nemzet   | –tól              | –ig                | Mérleg     | Mérleg | Mérleg | Mérleg | Mérleg |
| M                      | GY       | D                 | V                  | Győzelem % |        |        |        |        |
| ---------------------- | -------- | ----------------- | ------------------ | ---------- | ------ | ------ | ------ | ------ |
| Académica              | portugál | 2009. október 14. | 2010. június 2.    | 30         | 11     | 9      | 10     | 36.67  |
| Porto                  | portugál | 2010. június 2.   | 2011. június 21.   | 58         | 49     | 5      | 4      | 84.48  |
| Chelsea                | angol    | 2011. június 22.  | 2012. március 4.   | 40         | 19     | 11     | 10     | 47.5   |
| Tottenham Hotspur      | angol    | 2012. július 3.   | 2013. december 16. | 80         | 44     | 20     | 16     | 55     |
| Zenit Saint Petersburg | orosz    | 2014. március 20. | 2016. május 23.    | 102        | 63     | 20     | 19     | 61.76  |
| Shanghai SIPG          | kínai    | 2016. november 4. | 2017. november 30. | 51         | 30     | 9      | 12     | 58.82  |
| Marseille              | francia  | 2019. május 28.   | Jelenlegi          | 33         | 18     | 9      | 6      | 54.55  |
| Összesen               | Összesen | Összesen          | Összesen           | 394        | 234    | 83     | 77     | 59.39  |